# Copestylum viridigaster
Copestylum viridigaster är en tvåvingeart som först beskrevs av Hull 1943.  Copestylum viridigaster ingår i släktet Copestylum och familjen blomflugor.
Artens utbredningsområde är Ecuador. Inga underarter finns listade i Catalogue of Life.